# Sloman Glacier
Sloman Glacier är en glaciär i Antarktis. Den ligger i Västantarktis. Argentina, Chile och Storbritannien gör anspråk på området. Sloman Glacier ligger 389 meter över havet.
Terrängen runt Sloman Glacier är kuperad norrut, men söderut är den bergig. Havet är nära Sloman Glacier åt sydost. Trakten är obefolkad. Det finns inga samhällen i närheten. 